# Circonscription de Mahibere Digo
La circonscription de Mahibere Digo est une des 38 circonscriptions législatives de l'État fédéré du Tigré, elle se situe dans la Zone centre. Sa représentante actuelle est Aberash Admasu Gedlu.